# Кво, Ренни

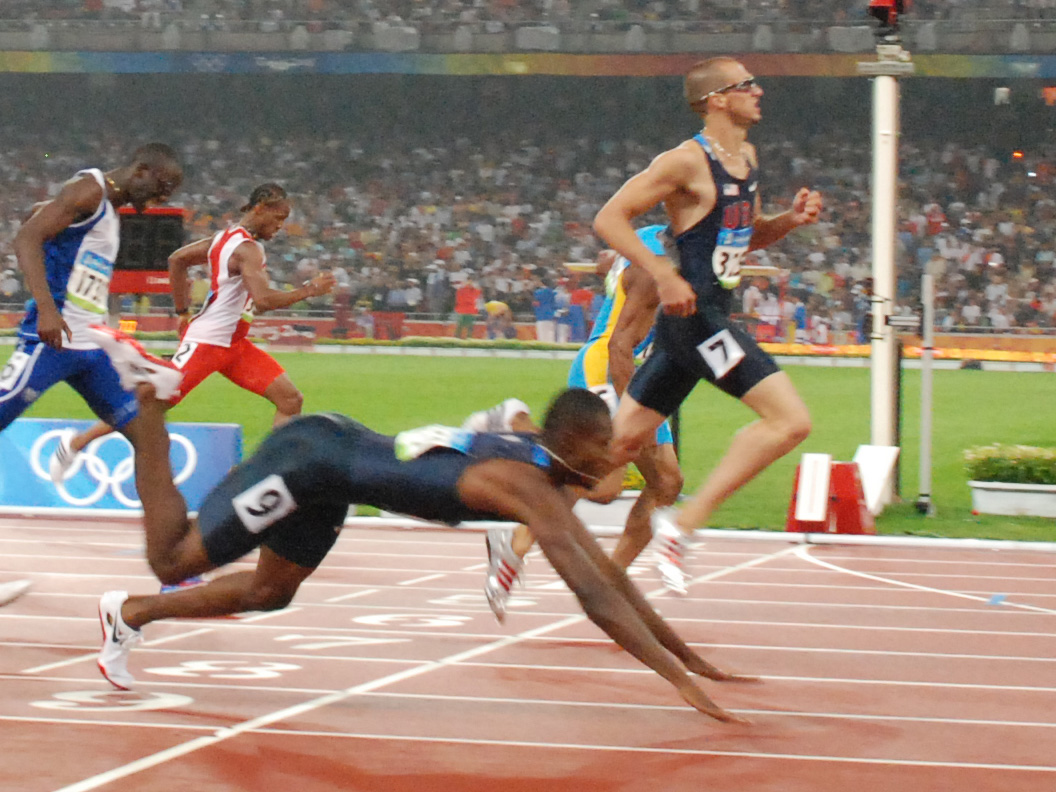
Ренни Кво (впереди)

Ренни Кво (англ. Renny Quow, род. 25 августа 1987, Тобаго) — легкоатлет из Тринидада и Тобаго, специализирующийся в беге на 400 метров, чемпион мира среди юниоров, чемпион Панамериканских игр, чемпион и призёр чемпионатов мира. Участвовал в летних Олимпийских играх 2008 года в Пекине. Представлял свою страну в беге на 400 метров. Пробился в финал, где показал результат 45.22 с, который позволил ему занять итоговое 7-е место.

## Спортивные результаты
- CARIFTA Games среди юниоров 2004 года:
  - Эстафета 4×400 метров — ;
- CARIFTA Games среди юниоров 2005 года:
  - Бег на 400 метров — ;
  - Эстафета 4×400 метров — ;
- CARIFTA Games среди юниоров 2006 года:
  - Бег на 400 метров — ;
  - Эстафета 4×400 метров — ;
- Чемпионат Центральной Америки и Карибского региона среди юниоров 2004 года:
  - Бег на 400 метров — ;
- Чемпионат Центральной Америки и Карибского региона среди юниоров 2006 года:
  - Бег на 400 метров — ;
  - Эстафета 4×400 метров — ;
- Чемпионат мира по лёгкой атлетике среди юниоров 2006 года — ;
  - Бег на 400 метров — ;
- Чемпионат Центральной Америки и Карибского региона 2008 года:
  - Бег на 400 метров — ;
  - Эстафета 4×400 метров — ;
- Чемпионат Центральной Америки и Карибского региона 2011 года:
  - Бег на 400 метров — ;
  - Эстафета 4×400 метров — ;
- Чемпионат Центральной Америки и Карибского региона 2013 года:
  - Эстафета 4×400 метров — ;